# Ballei
Ballei ([baˈlaɪ̯]; historisch auch Balley) bezeichnete etwa ab dem 13. Jahrhundert einen Verwaltungsbezirk oder eine Ordensprovinz eines Ritterordens, mit meist mehreren Komtureien bzw. Kommenden. Leiter einer Ballei war der Bailli oder Landkomtur.
Die Ballei ist wahrscheinlich der Verwaltungsorganisation Siziliens nachempfunden und hat ihre Wurzeln im Beamtenstaat der Normannen. Die Bezeichnung Ballei geht über mittellateinisch ballivus „Aufseher“ und mittellateinisch baillivus „königlicher oder lehnsfürstlicher Beamter, meist von untergeordnetem Rang“, zurück auf lateinisch baiulus „Lastträger“ (siehe auch Bailli). Die weitere Herkunft ist ungeklärt.

## Deutscher Orden
Die Verwaltung einer Ballei des Deutschen Ritter-Ordens unterstand dem Landkomtur.
Die Balleien Österreich, An der Etsch und im Gebirge, Elsaß-Schwaben-Burgund und Böhmen unterstanden zeitweilig direkt dem Hochmeister als sogenannte Kammer-Balleien.
Die deutschen Balleien und später die Besitzungen in Italien, Griechenland und Spanien unterstanden dem Deutschmeister.

### Historische Balleien des Deutschen Ordens
(Die Orte in Klammern nennen jeweils den Sitz des Landkomturs)
| Deutsche Balleien | Italienische Balleien                                                    | Weitere Balleien                                                         |
| --- | ------------------------------------------------------------------------ | ------------------------------------------------------------------------ |
| - Thüringen (Zwätzen) 1. Hessen (1255 aus der Ballei Thüringen ausgegliedert, Marburg) 2. Sachsen (1287 aus der Ballei Thüringen ausgegliedert, Lucklum) - Brandenburg - Westfalen (Münster, ab dem 16. Jhd. auch Mülheim bei Warstein) - Franken (seit 1216, Ellingen) - Kammerballei Koblenz - Elsaß-Schwaben-Burgund (vor 1231, Rufach) - An der Etsch und im Gebirge (seit 1260, Bozen) - Utrecht - Lothringen (Trier) - Kammerballei Österreich - Alden Biesen - Böhmen-Mähren, 1241 erwähnt | - Sizilien - Apulien (San Leonardo) - Lombardei (auch Lamparten genannt) | - Kammerballei Böhmen - Romania (Achaia, Griechenland) - Armenien-Zypern |

### Heutige Balleien des Deutschen Ordens
Der dritte Zweig des Deutschen Ordens, das Institut der Familiaren (Abkürzung hinter dem Namen „FamOT“), gliedert sich in die Balleien
- Österreich mit den Komtureien „An Enns und Salzach“ und „An der Drau“
- Deutschland mit Sitz in Frankfurt am Main und den Komtureien „An Isar, Lech und Donau“, „An der Donau“, „Franken“, „Am Oberrhein“, „An Tauber, Neckar und Bodensee“, „An Rhein und Main“, „An Rhein und Ruhr“, „An Weser und Ems“ und „An Elbe und Ostsee“
- Ad Tiberim (Italien)
- An der Etsch und im Gebirge (Südtirol) mit der Komturei „Am Inn und Hohen Rhein“
- Ballivia in Bohemia, Moravia et Silesia (Tschechien und Slowakei)
- Priorat Laibach in Slowenien
- und die selbständige Komturei „Alden Biesen“ in Belgien

## Johanniterorden
Einige Großpriorate des alten Johanniterordens waren in Balleien eingeteilt, deren Bailli die Kommenden beaufsichtigten. Die Balley Brandenburg des Ritterlichen Ordens St. Johannis vom Spital zu Jerusalem genannt Der Johanniterorden ist der seit 1382 autonome und seit 1538 evangelische Zweig.
Der Johanniterorden nannte seine Piliers auch Ballivi conventuales. Der Pilier der Deutschen Zunge war der Großbailli, der Oberaufseher der Festungswerke.
Im modernen Malteserorden ist Bailli ein Ehrentitel für ehemalige Großmeister, verdiente Großkreuz-Ritter und Kardinäle. Diesen Titel tragen aktuell bspw. Albert II. von Monaco, Théodore-Adrien Kardinal Sarr, Juan Carlos I. und Henri von Luxemburg (siehe auch: Profess-Ehren- und Devotions-Großkreuz-Bailli des Malteserordens, Obedienz-Ehren- und Devotions-Großkreuz-Bailli des Malteserordens, Ehren- und Devotions-Großkreuz-Bailli des Malteserordens).
Nach dem Vorbild der Johanniter wurden die Kapitulare anderer katholischer Orden Bailli genannt (Stephansorden, Konstantinorden).